# Пјусоњо (Сондрио)
Пјусоњо је насеље у Италији у округу Сондрио, региону Ломбардија.
Према процени из 2011. у насељу је живело 549 становника. Насеље се налази на надморској висини од 224 м.